# Noura Khalil Hamid
Noura Khalil Hamid – (6 de abril de 1991) es una deportista egipcia que compite en lucha libre. Ganó tres medallas de bronce en el Campeonato Africano entre 2011 y 2016

## Palmarés internacional
| Campeonato Africano | Campeonato Africano   | Campeonato Africano | Campeonato Africano |
| Año                 | Lugar                 | Medalla             | Categoría           |
| ------------------- | --------------------- | ------------------- | ------------------- |
| 2011                | Dakar (Senegal)       | Medalla de bronce   | 55 kg               |
| 2012                | Marrakech (Marruecos) | Medalla de bronce   | 55 kg               |
| 2016                | Alejandría (Egipto)   | Medalla de bronce   | 58 kg               |